# Salvatore Senese
Salvatore Senese (Tarsia, 3 aprile 1935 – Prato, 16 giugno 2019) è stato un magistrato e politico italiano.

## Biografia
Tra i fondatori di Magistratura democratica, di cui fu segretario durante gli anni di piombo, fu poi eletto al Parlamento italiano per tre legislature, dal 1992 al 2002. Rientrò poi alla corte di Cassazione, ove rimase fino al 2010 come presidente di sezione.
Nel 1971, quando era pretore di Pisa, presentò insieme a Vincenzo Accattatis e Luigi Ferrajoli il manifesto Per una strategia politica di Magistratura Democratica, in cui si proponeva un "uso alternativo del diritto" al fine di rendere effettivo il principio di uguaglianza sancito dall'articolo 3 della Costituzione italiana, non sempre rispettato dal legislatore.
Nel 1973 collaborò con Lelio Basso, Guido Calvi e Gino Giugni per la costituzione del Tribunale Russell per esaminare la repressione portata avanti in Cile.
Alla sua opera nell'Associazione nazionale magistrati «si deve principalmente (...) la definizione soddisfacente della disciplina del trattamento economico».